# Affinité protonique
L'affinité protonique, notée Eap, d'une espèce chimique (anion, atome ou molécule) est la valeur de sa basicité en phase gazeuse correspondant donc à l'énergie produite par l'une ou l'autre des réactions :
A− + H+ → HA
B + H+ → BH+

## Convention
Ces réactions sont toujours exergoniques en phase gazeuse, c'est-à-dire que de l'énergie est libérée lorsque la réaction progresse dans la direction indiquée. Cependant, par convention, l'affinité protonique est noté avec le signe opposé aux autres propriétés thermodynamiques. Une énergie positive indique une libération d'énergie par le système. Cette convention de signe est la même que celle utilisée pour l'affinité électronique.

## Valeurs extrêmes
Plus l'affinité protonique est élevée, plus la base est forte et, par conséquent, plus l'acide conjugué est faible en phase gazeuse.
La base la plus forte connue est l'anion méthanure CH3− (Eap = 1 743 kJ/mol), légèrement plus forte que l'ion hydrure (Eap = 1 675 kJ/mol), ce qui fait du méthane le plus faible acide protonique (équivalent d'un acide de Brønsted mais en phase gazeuse), suivi par le dihydrogène.
La base la plus faible connue est l'atome d'hélium (Eap = 177,8 kJ/mol) ce qui fait de l'ion HeH+ l'acide protonique connu le plus fort.

## Rôle de la solvatation
La mesure des affinités protoniques permet de préciser le rôle de la solvatation des ions dans l'acidité au sens de Brønsted. L'acide fluorhydrique (HF) est un acide faible en solution aqueuse (pKa = 3,15) mais un acide très faible en phase gazeuse puisque sa base conjuguée F− est, elle, très forte (Eap (F−) = 1 554 kJ/mol) en phase gazeuse ou dans les solvants organiques. En revanche, l'hydratation importante de l'anion en solution aqueuse stabilise celui-ci le rendant beaucoup moins basique. Le contraste est encore plus marqué pour l'ion hydroxyde (Eap = 1 635 kJ/mol), l'un des accepteurs de proton les plus forts en phase gazeuse. L'hydroxyde de potassium en suspension dans le DMSO, qui ne solvate par les ions hydroxyde aussi fortement que l'eau, est très nettement plus basique que dans l'eau puisqu'il est capable de déprotoner un acide aussi faible que le triphénylméthane (pKa ≈ 30).
Comme première approximation, on peut considérer que l'affinité protonique compense plus ou moins l'énergie issue du très favorable processus d'hydratation du proton en phase gazeuse (ΔE = −1 530 kJ/mol), comme on peut le voir dans les estimations de l'acidité en phase aqueuse ci-dessous :
| Affinité protonique       | HHe+(g)  | →   | H+(g)   | + He(g)  | +178 kJ/mol   | [ 3 ] |  | HF(g)  | →  | H+(g)  | + F−(g)  | +1 554 kJ/mol | [ 2 ] |  | H2(g)  | →   | H+(g)  | + H−(g)  | +1 675 kJ/mol | [ 2 ] |
| Hydratation de l'acide    | HHe+(aq) | →   | HHe+(g) |          | +973 kJ/mol   | [ 6 ] |  | HF(aq) | →  | HF(g)  |          | +23 kJ/mol    | [ 4 ] |  | H2(aq) | →   | H2(g)  |          | −18 kJ/mol    | [ 7 ] |
| Hydratation du proton     | H+(g)    | →   | H+(aq)  |          | −1 530 kJ/mol | [ 4 ] |  | H+(g)  | →  | H+(aq) |          | −1 530 kJ/mol | [ 4 ] |  | H+(g)  | →   | H+(aq) |          | −1 530 kJ/mol | [ 4 ] |
| Hydratation de la base    | He(g)    | →   | He(aq)  |          | +19 kJ/mol    | [ 7 ] |  | F−(g)  | →  | F−(aq) |          | −13 kJ/mol    | [ 4 ] |  | H−(g)  | →   | H−(aq) |          | +79 kJ/mol    | [ 4 ] |
| Équilibre de dissociation | HHe+(aq) | →   | H+(aq)  | + He(aq) | −360 kJ/mol   |       |  | HF(aq) | →  | H+(aq) | + F−(aq) | +34 kJ/mol    |       |  | H2(aq) | →   | H+(aq) | + H−(aq) | +206 kJ/mol   |       |
| pKa estimé                | −63      | −63 | −63     | −63      | −63           | −63   |  | +6     | +6 | +6     | +6       | +6            | +6    |  | +36    | +36 | +36    | +36      | +36           | +36   |

Ces estimations sont cependant affectées par le fait que l'énergie libre de dissociation est d'une valeur faible par rapport aux valeurs dont il est issu, ce qui augmente l'incertitude. Malgré cela, on observe que l'acide fluorhydrique est correctement prédit comme étant un acide faible en solution aqueuse et que la valeur du pKa du dihydrogène est en accord avec le comportement des hydrures de métaux alcalins, par exemple l'hydrure de sodium, utilisé en synthèse organique.

## Différences avec le pKa
Le pKa et l'affinité protonique sont deux mesures de l'acidité d'une molécule et reflète l'équilibre thermodynamique entre une molécule et sa forme déprotonée. Cependant, la définition du pKa sous-entend que l'accepteur de proton est l'eau et qu'un équilibre s'établit entre la molécule et le solvant. De façon plus large, le pKa peut être défini par référence à n'importe quel solvant et a été déterminé dans le DMSO pour de nombreux acides organiques faibles. Les valeurs expérimentales montrent de très grandes différences entre les valeurs de pKa dans l'eau et celles dans le DMSO (le pKa de l'eau est de 15,7 dans l'eau mais de 32 dans le DMSO), ce qui démontre que le solvant est un partenaire actif dans le processus d'équilibre et que le pKa n'est pas une propriété intrinsèque d'une molécule isolée. En revanche, l'affinité protonique est une propriété intrinsèque d'une molécule sans référence explicite à un solvant.